# Poggio Murella
Poggio Murella est une frazione située sur la commune de Manciano, province de Grosseto, en Toscane, Italie. Au moment du recensement de 2011 sa population était de 287 habitants.

## Géographie
Le hameau est situé sur les collines de l'Albegna et de la Fiora, près de Poggio Capanne et Saturnia, à 60 km au sud-est de la ville de Grosseto. Le village est divisé en neuf quartiers: Basso, Bubbolina, Greppo, Poderino, Poggio Sassorosso, Sellaie, Termine et Torre,.

## Monuments
- Église San Giuseppe (XIXe siècle)[3]
- Palazzo Zammarchi[2]
- Castellum Aquarum, citerne romaine en opus reticulatum[1],[4]